# رهنيتش (شاخنات)
رهنیتش (بالفارسية: رهنیچ) هي مستوطنة تقع في إيران في قسم شاخنات الريفي. يقدر عدد سكانها بـ 133 نسمة .